# Piratula
Piratula Roewer, 1960 è un genere di ragni appartenente alla famiglia Lycosidae.

## Distribuzione
Le 27 specie note di questo genere sono state reperite nella zona olartica: le specie dall'areale più vasto sono la P. insularis, reperita in varie località dell'intera regione olartica e la P. hygrophila rinvenuta in diverse località della regione paleartica.

## Tassonomia
Le caratteristiche di questo genere sono state descritte dall'analisi degli esemplari tipo Pirata hygrophilus (Thorell, 1872).
Rimosso dalla sinonimia con Pirata Roewer, 1960, a seguito di uno studio degli aracnologi Omelko, Marusik & Koponen del 2011, contra un precedente lavoro di Dondale & Redner del 1981.
Non sono stati esaminati esemplari di questo genere dal 2016.
Attualmente, a settembre 2017, si compone di 27 specie:
1. Piratula borea (Tanaka, 1974) — Russia, Cina, Giappone
2. Piratula canadensis (Dondale & Redner, 1981) — Russia, Canada
3. Piratula cantralli (Wallace & Exline, 1978) — USA, Canada
4. Piratula clercki (Bösenberg & Strand, 1906) — Cina, Corea, Taiwan, Giappone
5. Piratula denticulata (Liu, 1987) — Russia, Cina, Taiwan
6. Piratula gigantea (Gertsch, 1934) — USA
7. Piratula hiroshii (Tanaka, 1986) — Giappone
8. Piratula hokkaidensis (Tanaka, 2003) — Giappone
9. Piratula hurkai (Buchar, 1966) — Ucraina, Russia, Georgia, Abcasia
10. Piratula hygrophila (Thorell, 1872)[2] — Regione paleartica
11. Piratula insularis (Emerton, 1885) — Regione olartica
12. Piratula iriomotensis (Tanaka, 1989) — Giappone (isole Ryukyu)
13. Piratula knorri (Scopoli, 1763) — Europa
14. Piratula latitans (Blackwall, 1841) — dall'Europa all'Azerbaigian
15. Piratula logunovi Omelko, Marusik & Koponen, 2011 — Russia
16. Piratula longjiangensis (Yin, Peng, Xie, Bao & Wang, 1997) — Cina
17. Piratula meridionalis (Tanaka, 1974) — Cina, Corea, Giappone
18. Piratula minuta (Emerton, 1885) — America settentrionale
19. Piratula montigena (Liu, 1987) — Cina
20. Piratula piratoides (Bösenberg & Strand, 1906) — Russia, Corea, Cina, Giappone
21. Piratula procurva (Bösenberg & Strand, 1906) — Cina, Corea, Giappone
22. Piratula serrulata (Song & Wang, 1984) — Russia, Cina
23. Piratula tanakai (Brignoli, 1983) — Russia, Corea, Giappone
24. Piratula tenuisetacea (Chai, 1987) — Cina
25. Piratula uliginosa (Thorell, 1856) — Europa, Russia
26. Piratula yaginumai (Tanaka, 1974) — Russia, Cina, Corea, Giappone
27. Piratula yesoensis (Tanaka, 1985) — Giappone

### Sinonimi
1. Piratula eugeni (Roewer, 1951); trasferita dal genere Pirata e posta in sinonimia con P. knorri (Scopoli, 1763) a seguito di un lavoro dell'aracnologo Buchar (1966a), quando gli esemplari erano ascritti al genere Pirata[1].
2. Piratula humicola (Montgomery, 1902); trasferita dal genere Allocosa e posta in sinonimia con P. minuta (Emerton, 1885) a seguito di uno studio degli aracnologi Wallace & Exline del 1978, quando gli esemplari erano ascritti al genere Pirata.
3. Piratula japonica (Tanaka, 1974); trasferita dal genere Pirata e posta in sinonimia con P. piratoides (Bösenberg & Strand, 1906) a seguito di un lavoro di Yaginuma (1978a), quando gli esemplari erano ascritti al genere Pirata.
4. Piratula moodyi (Hull, 1950); posta in sinonimia con P. uliginosa (Thorell, 1856) a seguito di un lavoro dell'aracnologo Buchar (1966a), quando gli esemplari erano ascritti al genere Pirata.
5. Piratula nanshanensis (Yin & Wang, 1984); trasferita dal genere Pirata e posta in sinonimia con P. procurva (Bösenberg & Strand, 1906) a seguito di uno studio degli aracnologi Yu & Song (1988c), quando gli esemplari erano ascritti al genere Pirata.
6. Piratula piccolo (Dahl, 1908); trasferita dal genere Pirata e posta in sinonimia con P. insularis (Emerton, 1885) a seguito di un lavoro dell'aracnologo Hackman del 1954, quando gli esemplari erano ascritti al genere Pirata.
7. Piratula praedatoria (Schenkel, 1953); trasferita dal genere Pirata e posta in sinonimia con P. piratoides (Bösenberg & Strand, 1906) a seguito delle seguenti pubblicazioni: Song, 1987;, Liu, 1987a; e Liu, 1987b, quando gli esemplari erano ascritti al genere Pirata.
8. Piratula procurva sinensis (Song et al., 1978); trasferita dal genere Pirata e posta in sinonimia con P. procurva (Bösenberg & Strand, 1906) a seguito delle seguenti pubblicazioni: Song, 1987;, Liu, 1987a; e Liu, 1987b, quando gli esemplari erano ascritti al genere Pirata.
9. Piratula qinlingensis (Zheng & Qiu, 1980); trasferita dal genere Pirata e posta in sinonimia con P. yaginumai (Tanaka, 1974) a seguito delle seguenti pubblicazioni: Song, 1987; e Liu, 1987a, quando gli esemplari erano ascritti al genere Pirata.
10. Piratula sagaphila (Strand, 1918); trasferita dal genere Hyaenosa e posta in sinonimia con P. procurva (Bösenberg & Strand, 1906) a seguito di uno studio dell'aracnologo Tanaka (1988a), quando gli esemplari erano ascritti al genere Pirata.
11. Piratula wuchangensis (Schenkel, 1963); trasferita dal genere Pirata e posta in sinonimia con P. piratoides (Bösenberg & Strand, 1906) a seguito delle seguenti pubblicazioni: Song, 1987; e Liu, 1987a, quando gli esemplari erano ascritti al genere Pirata.